# Beitritt der baltischen Staaten zum Europäischen Verbundsystem

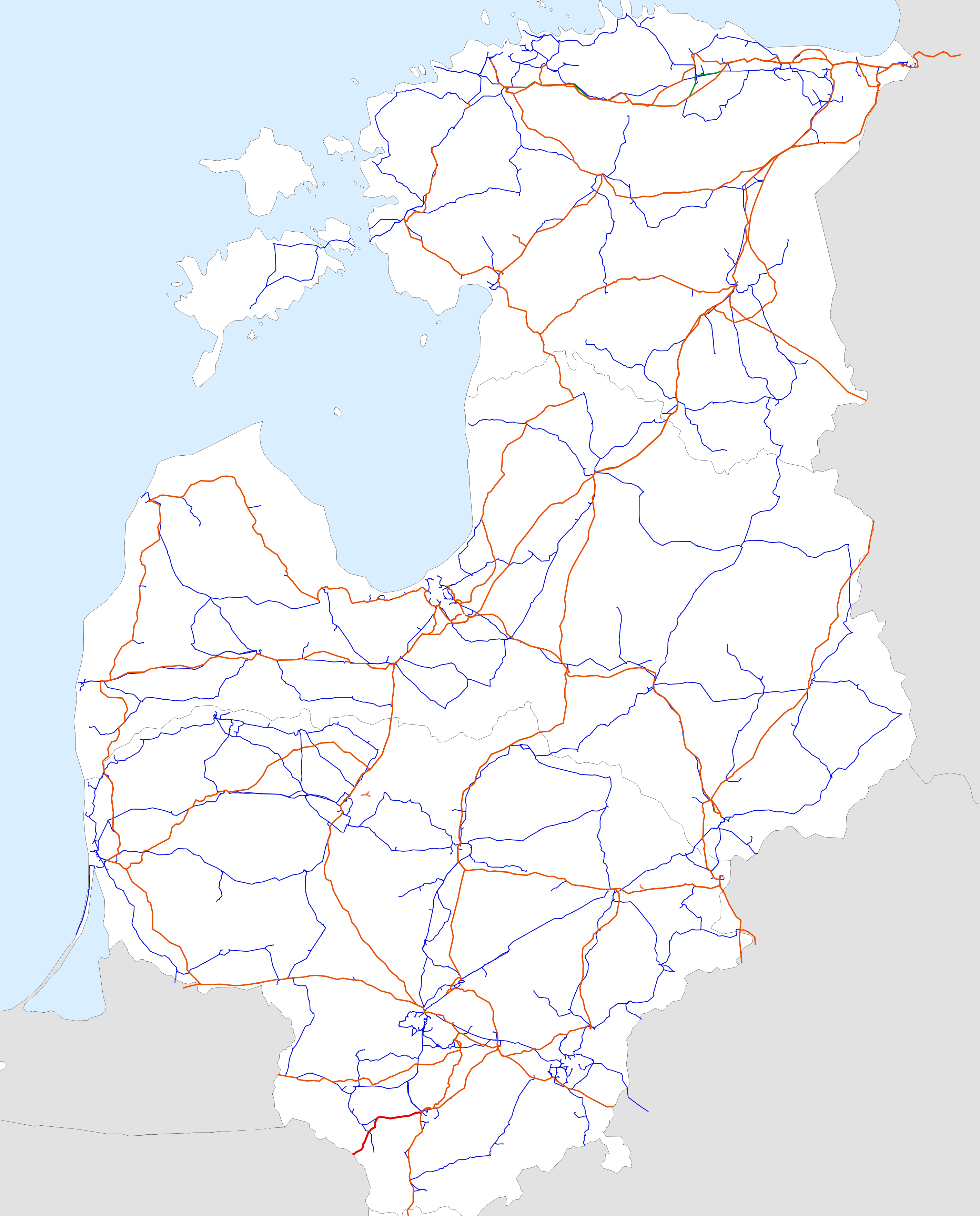
Nationale Übertragungsnetze für elektrische Energie über Freileitungen im Jahr 2022

Der Beitritt der baltischen Staaten zum Europäischen Verbundsystem erfolgte am 9. Februar 2025, indem die baltischen Staaten (Estland, Lettland und Litauen) die Synchronisierung ihres Stromnetzes mit dem Europäischen Verbundsystem (EV) mit dem Projekt Baltic Synchro in Angriff genommen haben. Diese vom Verband Europäischer Übertragungsnetzbetreiber (ENTSO-E) verwaltete Initiative zielte darauf ab, sich vom IPS/UPS-Verbundnetz zu trennen, das zuvor durch das BRELL-Abkommen von 2001 mit Belarus und Russland geregelt war.

## Geschichtlicher Hintergrund
Nach dem Zerfall der Sowjetunion um 1991 wurden die baltischen Staaten unabhängig. Für die baltischen Staaten war die Öffnung gegenüber Europa und der Europäischen Union (EU) ein wichtiges Ziel. Jedoch brauchte die Abkopplung von einem integrierten Stromnetz Zeit. Alle drei Länder traten 2004 der EU und der NATO bei und verwenden auch den Euro als offizielle Währung.
Zur Zeit des BRELL-Abkommens um 2001 zwischen Belarus, Russland, Estland, Lettland und Litauen über die technische Verwaltung der Synchronisierung ihrer Stromnetze waren die baltischen Staaten Teil des IPS/UPS-Verbundnetzes. Das Abkommen wurde ursprünglich im Februar 2001 geschlossen und die Stromsysteme Estlands, Lettlands und Litauens wurden nach der sowjetischen Besetzung der baltischen Staaten technologisch in das IPS/UPS integriert. Das IPS/UPS wird größtenteils zentral von Moskau aus verwaltet.
Im Jahr 2007 beantragten die drei baltischen Staaten einen Beitritt zum Verband Europäischer Übertragungsnetzbetreiber (damals UCTE) und begannen mit technischen Machbarkeitsstudien für den Anschluss an das europäische Synchronstromnetz. Das Synchronisierungsprojekt ermöglicht es den drei baltischen Staaten, die volle Kontrolle über ihre Stromnetze zu haben und ihre Energiesicherheit zu stärken. Nach Angaben der Europäischen Kommission war die Synchronisierung des Stromnetzes der baltischen Staaten eine politische und finanzielle Priorität und hatte daher mehr als 1,2 Milliarden Euro zur Finanzierung des Projekts bereitgestellt. Zu den Einrichtungen gehörten neue Stromleitungen, Batterie-Speicherkraftwerke und neun Phasenschieber.

## Chronologie

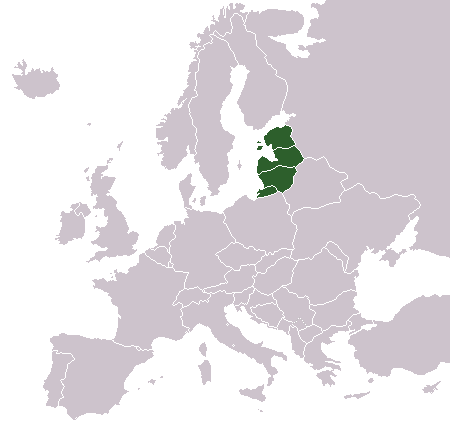
Die Lage der baltischen Staaten auf einer Europakarte

Im Jahr 2007 bekräftigten die Ministerpräsidenten der drei baltischen Staaten ihr strategisches Ziel, Teil des kontinentaleuropäischen Netzes zu werden. Im September 2018 wurde beim ENTSO-E ein offizieller Antrag zur Erweiterung der Synchronzone eingereicht. Am 27. Mai 2019 wurde eine Vereinbarung über den Anschluss der baltischen Staaten ans kontinentaleuropäische Stromnetz unterzeichnet.
Nach dem russischen Überfall auf die Ukraine seit 2022 wurde die Notwendigkeit der Synchronisierung zur höchsten Priorität. Die litauische Premierministerin Ingrida Šimonytė kündigte an, dass Litauen den Übergangsprozess beschleunigen und das IPS/UPS-Übertragungssystem vor 2025 verlassen wolle. Der voraussichtliche endgültige Plan wurde Ende 2023 veröffentlicht.
Am 22. April 2023 wurde ein Stresstest in den baltischen Staaten durchgeführt, um die regeltechnische Infrastruktur einen Tag lang autonom und außerhalb des IPS/UPS-Netzes arbeiten zu lassen. Lettland und Estland zogen sich aus dem Test zurück, während Litauen den Test erfolgreich durchführte und zum Schluss kam, dass das Land bereit sei, sich 2024 dem europäischen Verbundsystem (EV) anzuschließen. Estland und Lettland schlugen vor, die Synchronisierung mit dem europäischen Netz auf 2025 zu verschieben, da ihre Infrastruktur nicht bereit sei. Der litauische Präsident Gitanas Nausėda übte weiterhin Druck auf Estland und Lettland aus, sich bereits 2024 mit Kontinentaleuropa zu synchronisieren, ohne bis 2025 zu warten. Schließlich einigten sich die Länder darauf, die Synchronisierung spätestens im Februar 2025 vorzunehmen.
Am Samstag, dem 8. Februar 2025, um 9:09 Uhr (UTC+2) trennten sich die baltischen Staaten dauerhaft vom IPS/UPS. Einen Tag lang arbeiteten sie im Inselbetrieb und führten verschiedene Tests zu Frequenz, Spannungsstabilität und Systembelastbarkeit durch. Nach der Abschaltung wurde Kaliningrad zu einer Strominsel, die von den umliegenden Staaten getrennt war. Während der Tests in Litauen ging das Kraftwerk in Elektrėnai kurzzeitig ungeplant vom Netz, wurde aber bald wieder verbunden. Am Sonntag, dem 9. Februar 2025, um 14:05 Uhr, wurden die baltischen Staaten erfolgreich mit dem kontinentaleuropäischen Stromnetz synchronisiert.